# L'Arbre de Noël de Pluto
Pour les articles homonymes, voir L'Arbre de Noël  (homonymie).
Pour plus de détails, voir Fiche technique et Distribution.
L'Arbre de Noël de Pluto (titre original : Pluto's Christmas Tree) est un film de Noël américain de court métrage, réalisé par Jack Hannah, sorti le 21 novembre 1952.
Produit par Walt Disney, ce dessin animé de Noël de la série des Mickey Mouse est distribué par RKO Radio Pictures.

## Synopsis
C'est Noël et Mickey décide de rapporter un sapin dans sa maison. Pluto est fou de joie et essaye de l'aider. Mais il s'avère que l'arbre choisi par Mickey est celui où ont décidé de vivre les deux écureuils Tic et Tac. Les deux rongeurs se retrouvent dans la maison de Mickey parmi les décorations dont certaines sont mangeables. Pluto s'est aperçu de leur présence et essaye de les faire partir. De son côté Mickey accueille ses amis, Donald, Dingo et Minnie qui entament alors un chant de Noël.

## Fiche technique
- Titre : L'Arbre de Noël de Pluto
- Titre original : Pluto's Christmas Tree
- Autres titres[1] :
  - Allemagne : Micky und Pluto feiern Weihnachten
  - Argentine : El Árbol navideño de Pluto
  - Finlande : Plutos julgran, Pluton joulupuu, Pluton joulukuusi
  - Suède : Piff och Puff
- Réalisateur : Jack Hannah
- Scénario : Bill Berg, Milt Schaffer
- Animateur :  Volus Jones, Bill Justice, George Kreisl, Fred Moore
- Layout : Yale Gracey
- Décors : Thelma Witmer
- Effets d'animation : George Rowley
- Musique : Joseph Dubin
- Voix : Edward Brophy (Mickey suraigu), Ruth Clifford (Minnie), Pinto Colvig (Pluto et Dingo), Dessie Flynn (Tac), James MacDonald (Mickey et Tic), Clarence Nash (Donald)
- Producteur : Walt Disney, John Sutherland
- Société de distribution : RKO Radio Pictures
- Pays d'origine :  États-Unis
- Langue : Anglais américain
- Format d'image : couleur (Technicolor) — Son : Mono (RCA Photophone)
- Date de sortie : 21 novembre 1952[2]
- Durée : 7 minutes

## Distribution (non créditée)

### Voix originales
- Jim MacDonald : Mickey Mouse / Chip
- Pinto Colvig : Pluto / Goofy (Dingo)
- Dessie Flynn : Dale
- Ruth Clifford : Minnie Mouse
- Clarence Nash : Donald Duck

### Voix françaises

#### 1erdoublage(1985)
- Marc François : Mickey Mouse

#### 2edoublage(1990)
- Jean-Paul Audrain : Mickey Mouse
- Béatrice Belthoise : Tic
- Philippe Videcoq : Tac

#### 3edoublage(exploité dansMickey, la magie de Noël, 2001)
- Laurent Pasquier : Mickey Mouse
- Sylvain Caruso : Pluto ; Donald Duck
- Béatrice Belthoise : Tic
- Philippe Videcoq : Tac
- Marie-Charlotte Leclaire : Minnie Mouse
- Gérard Rinaldi : Dingo

## À noter
- Cette histoire a été adaptée en une BD qui a été publiée dans Le Journal de Mickey du 11 décembre 2012.